# Albin Johnsén
Albin Johnsén, mer känd under artistnamnnet Albin, född 22 juli 1989 i Boo församling i Stockholms län, är en svensk artist, rappare och låtskrivare. 

## Biografi
Johnsén blev först upptäckt som artist 2014 genom Universal Music Groups distributionstjänst Spinnup och fick därigenom skivkontrakt med skivbolaget.
Under 2014 slog han igenom med låten "Din soldat" som gästades av sångerskan Kristin Amparo. Låten är skriven tillsammans med Mattias Andréasson. Låten har spelats av flera stora radiokanaler och har även toppat Spotify, Itunes och den officiella Sverigetopplistan. På endast två månader sålde låten "Din soldat" platina och låten har (i juni 2017) streamats över 40 miljoner gånger på Spotify. "Din soldat" är den låt som sålde bäst av alla svenska artister år 2014 (i februari 2015).
Uppföljaren till "Din soldat" var "Vilken jävla smäll", även den gästad av Kristin Amparo. Låten "Vilken jävla smäll" skrevs även denna tillsammans med Mattias Andreasson och är ledmotiv till Jönssonligan-filmen "Den perfekta stöten".
Johnséns singel "Frank" släpptes i samband med hans framträdande 17 januari 2015 på P3 Guld-galan i Göteborg. Även denna låt är skriven tillsammans med Mattias Andreasson och handlar om Johnsén son. Johnsén var även nominerad i kategorin "Årets Låt" till P3 Guld för låten "Din soldat". Han nominerades även i kategorin "Årets Låt" till Grammisgalan 2015, Kingsizegalan 2015, QX-galan 2015, GAFFA-priset samt Rockbjörnen 2014. "Frank" sålde platina i juli 2015 och följdes upp av singeln "En sista gång" som även den sålde guld och i maj 2015 kom Johnséns debutalbum "Dyra tårar" som sålde guld efter två veckor.
Under 2017 har Albin Johnsén ändrat riktning i sin musik och lagt mer fokus på sina texter. Han var också musikkrönikör för tidningen Metro och skrev en debattartikel om ämnet psykisk ohälsa, ett ämne som han även har lyft i TV4 Nyhetsmorgon.
I juni 2017 släpptes "Hjärtan Av Guld" som är Damlandslagets officiella EM-låt, efter att Kosovare Asllani hörde av sig till Johnsén och ville att han skulle skriva en låt till dem. Även denna singel sålde guld.
Under 2018 släppte Johnsén sitt andra fullängdsalbum ”Du & Jag För Aldrig” som innehåller låtar där han gästas av artister som bland annat Maxida Märak, Julia Adams och Dotter. Samma år passerade han 120 miljoner streams på Spotify.
I kombination med turnerade runt om i Sverige (2014-2018) har Johnsén även hållit flera föreläsningar för ungdomar om sin resa från destruktivitet till succé.

### Melodifestivalen
Johnsén tävlade tillsammans med Mattias Andréasson i den första deltävlingen av Melodifestivalen 2016 med låten Rik. De gick till andra chansen i Halmstad men åkte där ut mot Boris René.
Albin Johnsén tävlade i Melodifestivalen 2020 i Luleå den 15 februari med låten "Livet börjar nu". Han ställde även upp i Melodifestivalen 2025 tillsammans med Pa (Pa Modou Badjie) från Panetoz. Låten heter "Upp i luften" och är skriven av dem själva, Christoffer Balazik, FERNAND MP och Mattias Andréasson.
Albin Johnsén har även skrivit låtar till andra artister och till Melodifestivalen.

## Diskografi
Album
- 2015 - "Dyra tårar"
- 2016 - "Insomnia" (med Mattias Andréasson)
- 2018 - "Du & Jag För Aldrig"
- 2019 - kärnobyl

Singlar
- 2013 - "1000 gånger bättre"
- 2013 - "Även om"
- 2014 - "Moment 22"
- 2014 - "Din soldat EP" feat. Kristin Amparo
- 2014 - "Vilken jävla smäll" feat. Kristin Amparo
- 2015 - "Frank EP" feat. DMA
- 2015 - "En sista gång"
- 2016 - "Rik"
- 2016 - "Insomnia"
- 2016 - "En runda till"
- 2017 - "Tack För Idag"
- 2017 - "Flyg" feat. Gontevas
- 2017 - "Hjärtan Av Guld" feat. Joanné (Nugas)
- 2017 - "Para:diset" feat. Maxida Märak
- 2017 - "Om Du Bara Visste" feat. Julia Adams
- 2018 - "Nordstjärnan"
- 2018 - "ring inte mig"
- 2018 - "Du & Jag För Aldrig" feat. Dotter
- 2019 - "kanske nästa sommar"
- 2019 - "sommarkall"
- 2019 - "white trash beautiful"
- 2019 - "kaOss"
- 2019 - "jag har fått nog av att aldrig få nog av dig"
- 2019 - "Jag håller av dig" feat. Finess
- 2020 - "Vi gjorde vårt bästa" feat. Lovad

Som låtskrivare
- 2014 - "Losing Myself Without You" - Mollie Lindén
- 2015 - "Det rår vi inte för" - Behrang Miri
- 2017 - "Deja Vu" - Julia Adams [9]
- 2017 - "Hurt Like We Did" - FO&O